# ПФК ЦСКА (София) през сезон 2019/20
На 4 юни 2019 г. е обявено че Добромир Митов, Люпко Петрович и Димитър Пенев ще останат начело на ЦСКА и за новия сезон. През сезон 2019/20 ЦСКА участва в Първа лига, Лига Европа и Купата на България. В първия предварителен кръг на Лига Европа, ЦСКА се изправя срещу отбора на Титоград от Черна гора, армейците побеждават в първия мач като домакини с 4:0 а в мача реванш завършват 0:0 с което се класират за втория кръг срещу хърватския Осиек. Първенството не започва убедително, в първия кръг ЦСКА прави изненадващо равенство като домакин на Етър (ВТ) 2:2 а след това записва загуба също като домакин от Черно море (Варна) с 1:3, ситуацията ескалира и е направена треньорска рокада, дотогавашният консултант Люпко Петрович поема руля и на 21 юли 2019 г. официално е представен като старши треньор на ЦСКА, а треньорът Добромир Митов става асистент на сърбина. След първия мач с отбора на Осиек, ЦСКА има предимство от 1 гол на свой терен, седмица по-късно в Хърватия хърватите също печелят с 1:0 и след равенство и 120 мин. игра се стига до дузпи в които ЦСКА печели с 4:5, и така се класира за третия кръг в Лига Европа в който армейците ще се изправят срещу ФК Зоря от Украйна. Първият мач с украинците в София завършва при резултат 1:1, седмица по-късно в Украйна ЦСКА губи с минималното 0:1 и отпада от турнира Лига Европа. На 2 октомври 2019 г. – четири дена след загубата на армейците от Берое с 2:1 Люпко Петрович решава да подаде оставка най-вече заради големия натиск отстрана на феновете. На 6 октомври официално бе обявено, че за нов треньор е назначен досегашният анализатор Милош Крушчич. Под ръководството на Крушчичи ЦСКА се представя колебливо, като се допускат малко голове, но и също така се вкарват малко. Заради световната пандемия с коронавирус сезонът бе прекъснат три месеца през март и бе подновен в края на май. ЦСКА достига до финал за купата на България, като на полуфинала отстранява Ботев (Пловдив). На финала срещу Локомотив (Пловдив) армейците изпускат няколко сигурни голове и мачът завършва 0:0 в редовното време и продълженията. При изпълнението ЦСКА губи с 3:5, след като дузпата бита от Али Соу е спасена. След загубата във финала за Купата на България, на 2 юли Милош Крушчич подава оставка която бива приета от ръководството. Още същия ден за нов треньор е обявен Стамен Белчев.